# Avià
Avià è un comune spagnolo di 1 893 abitanti situato nella comunità autonoma della Catalogna.

## Galleria d'immagini

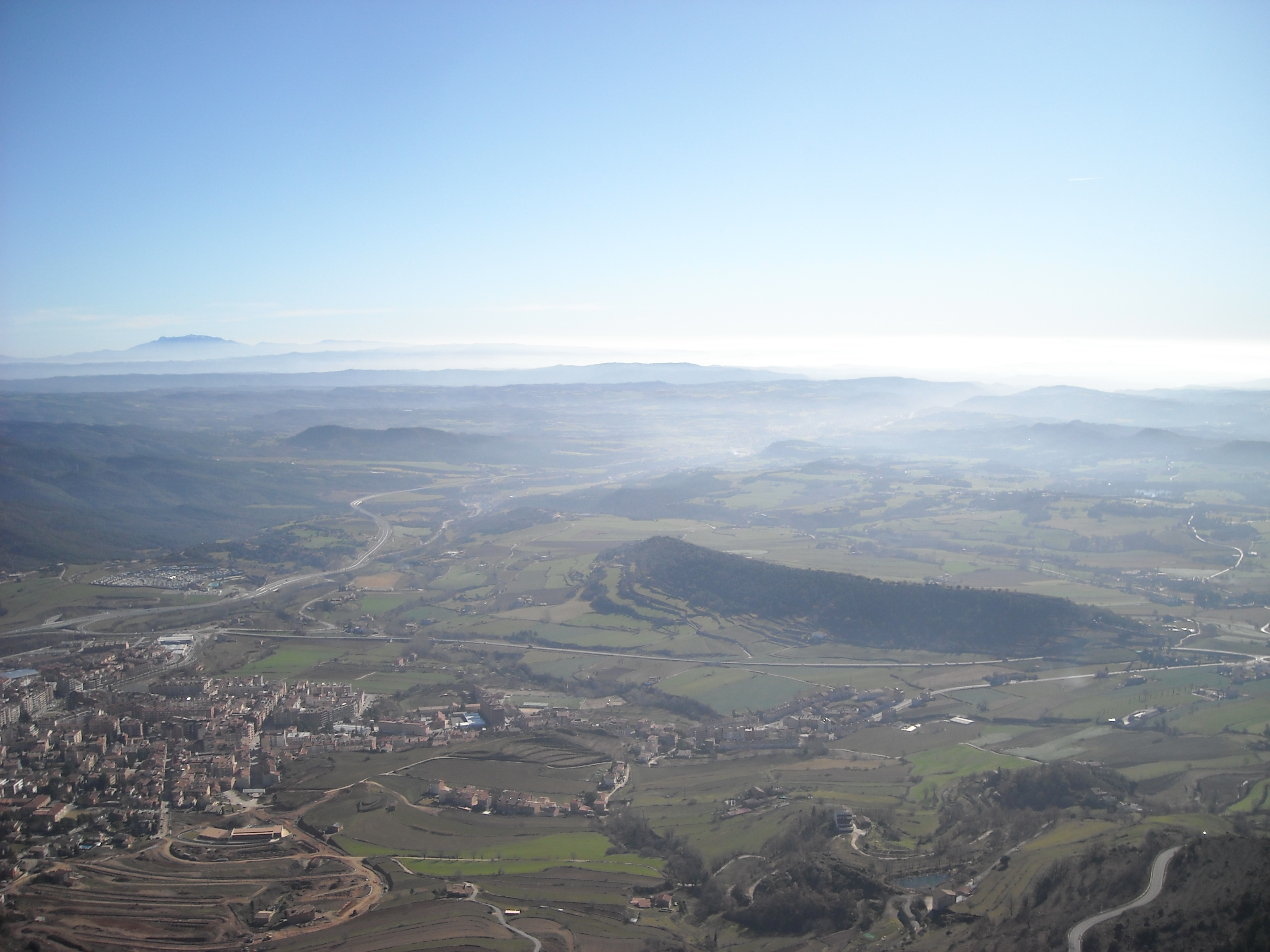
Avià and Serra de Noet from Queralt
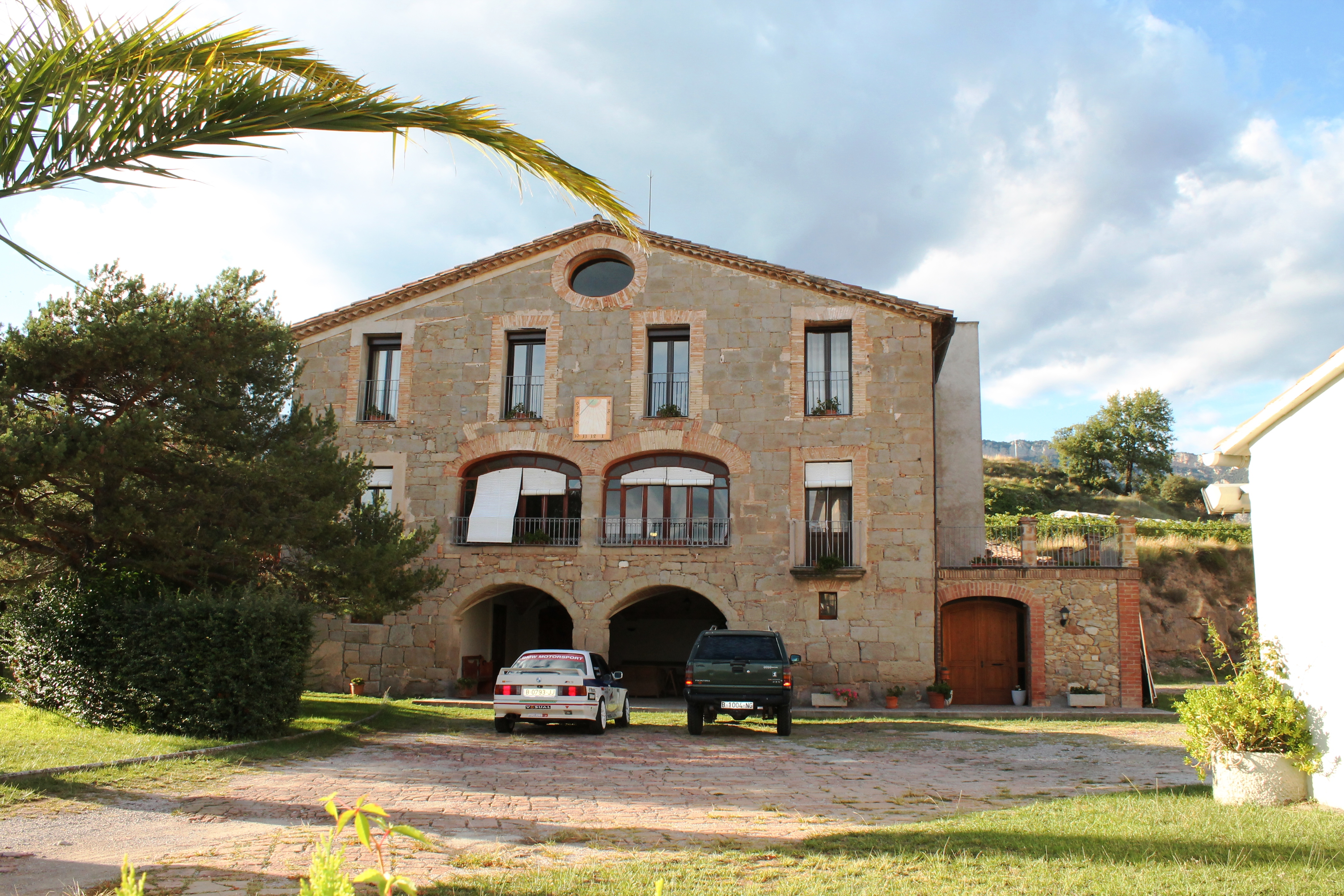
Cal Mas
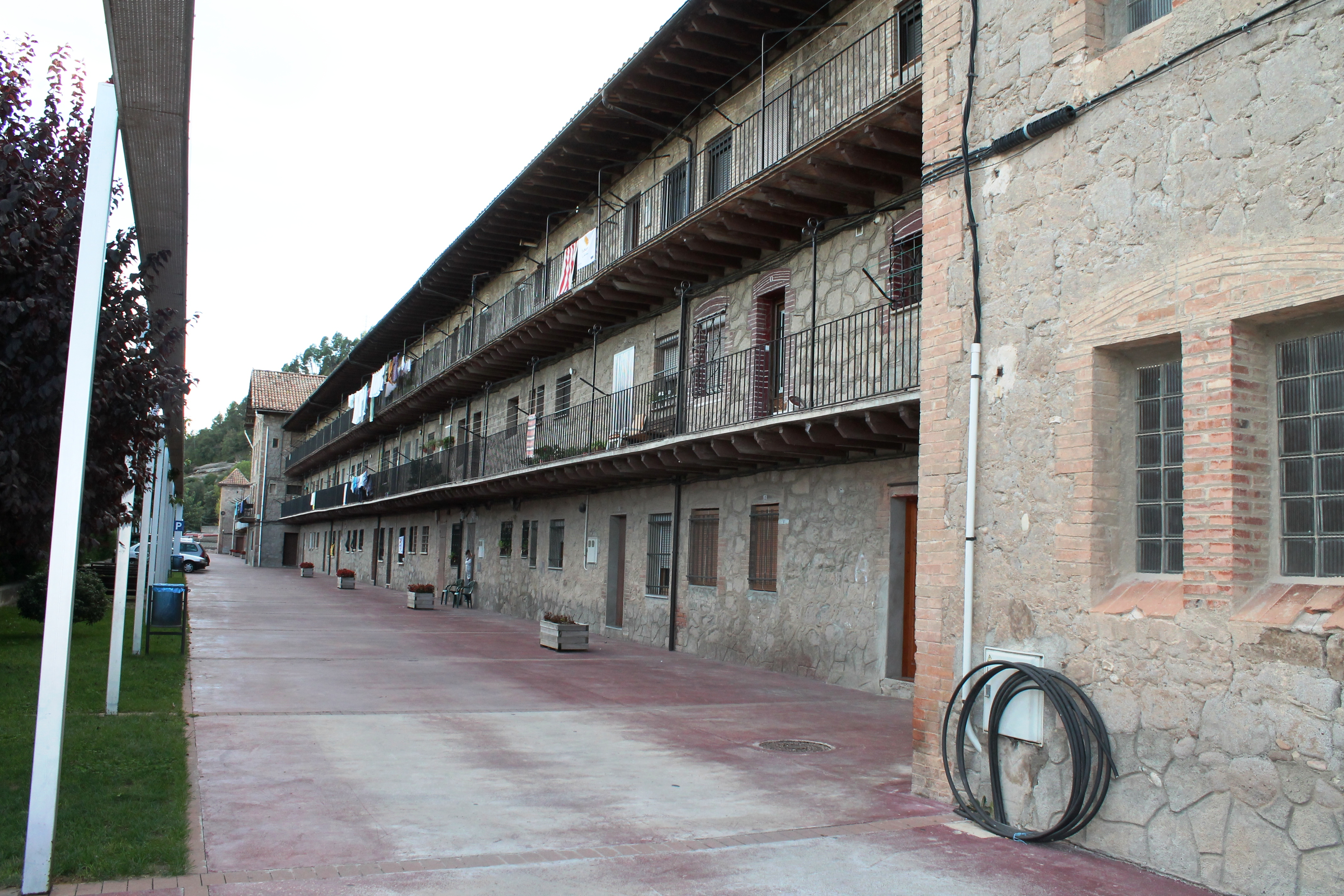
La Plana
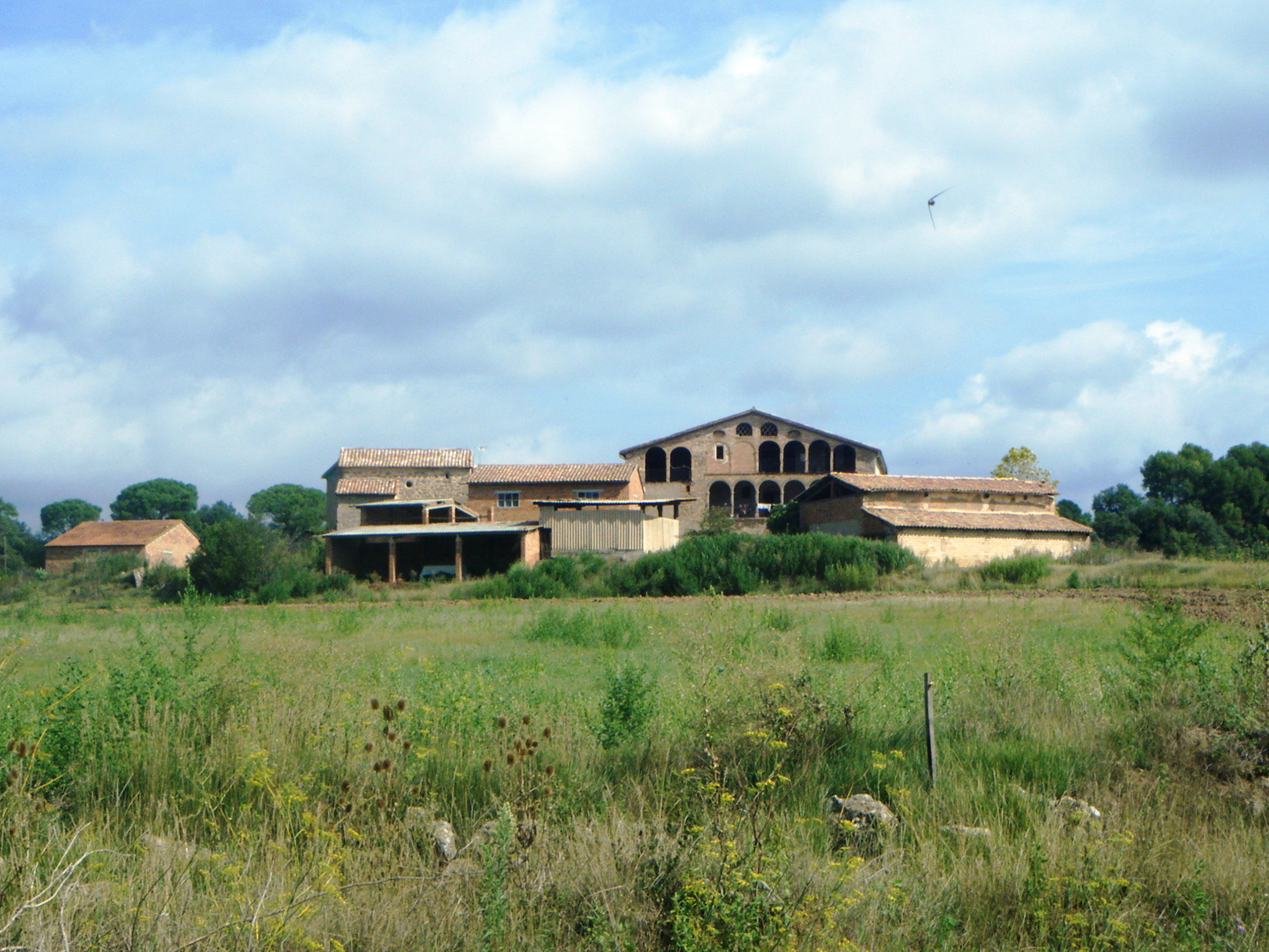
Bellús
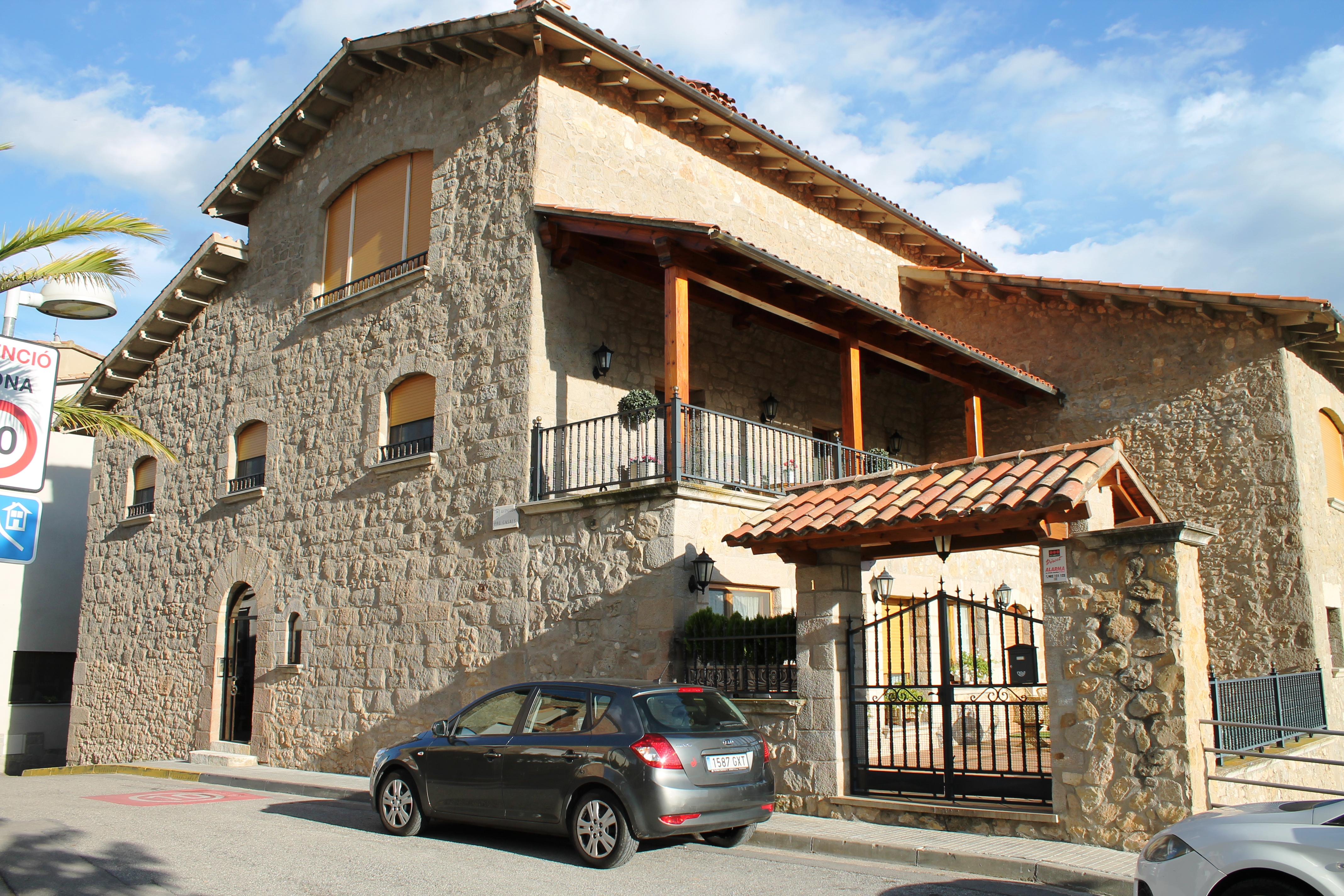
Salvans
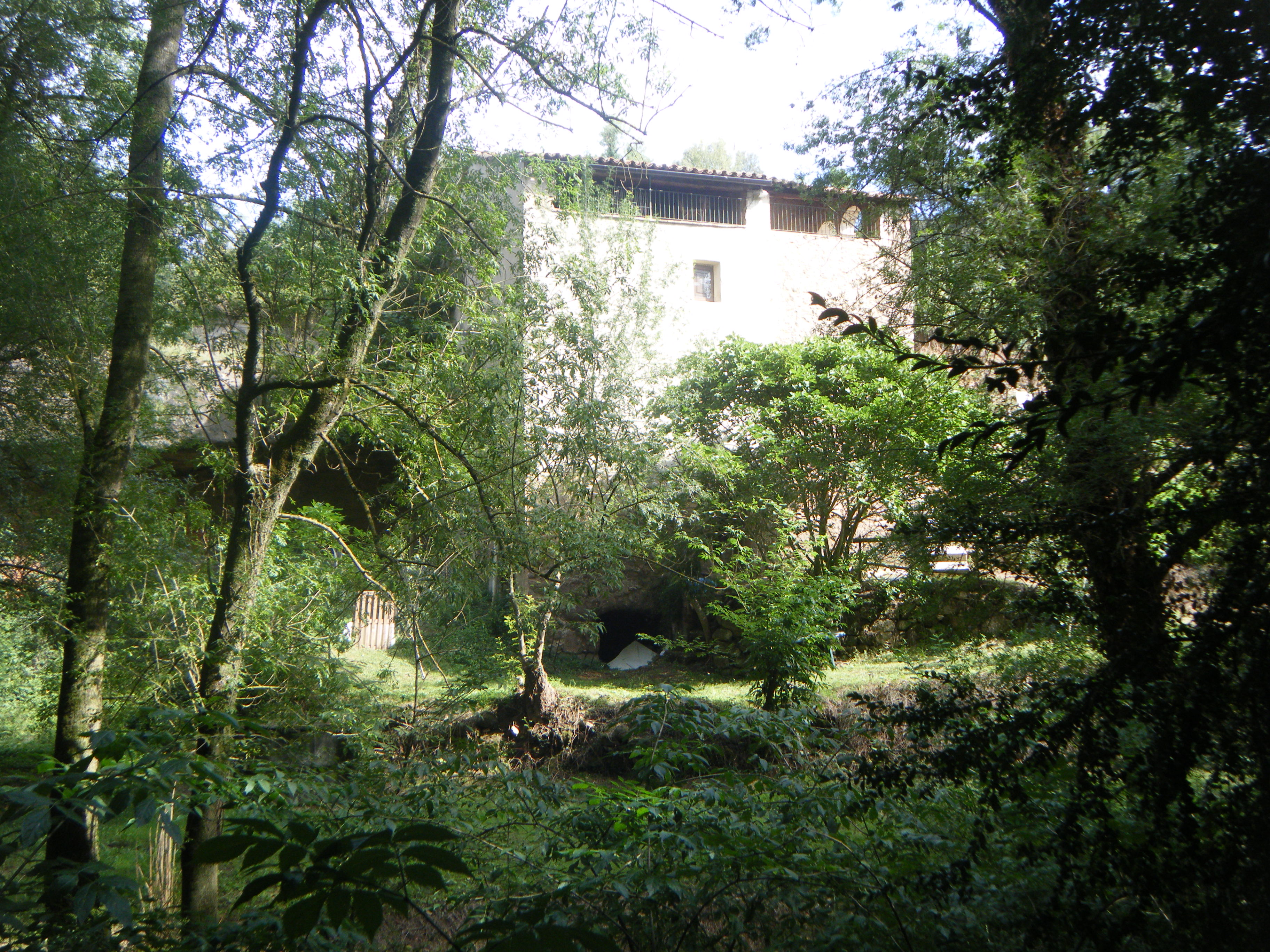
Molí de Bellús
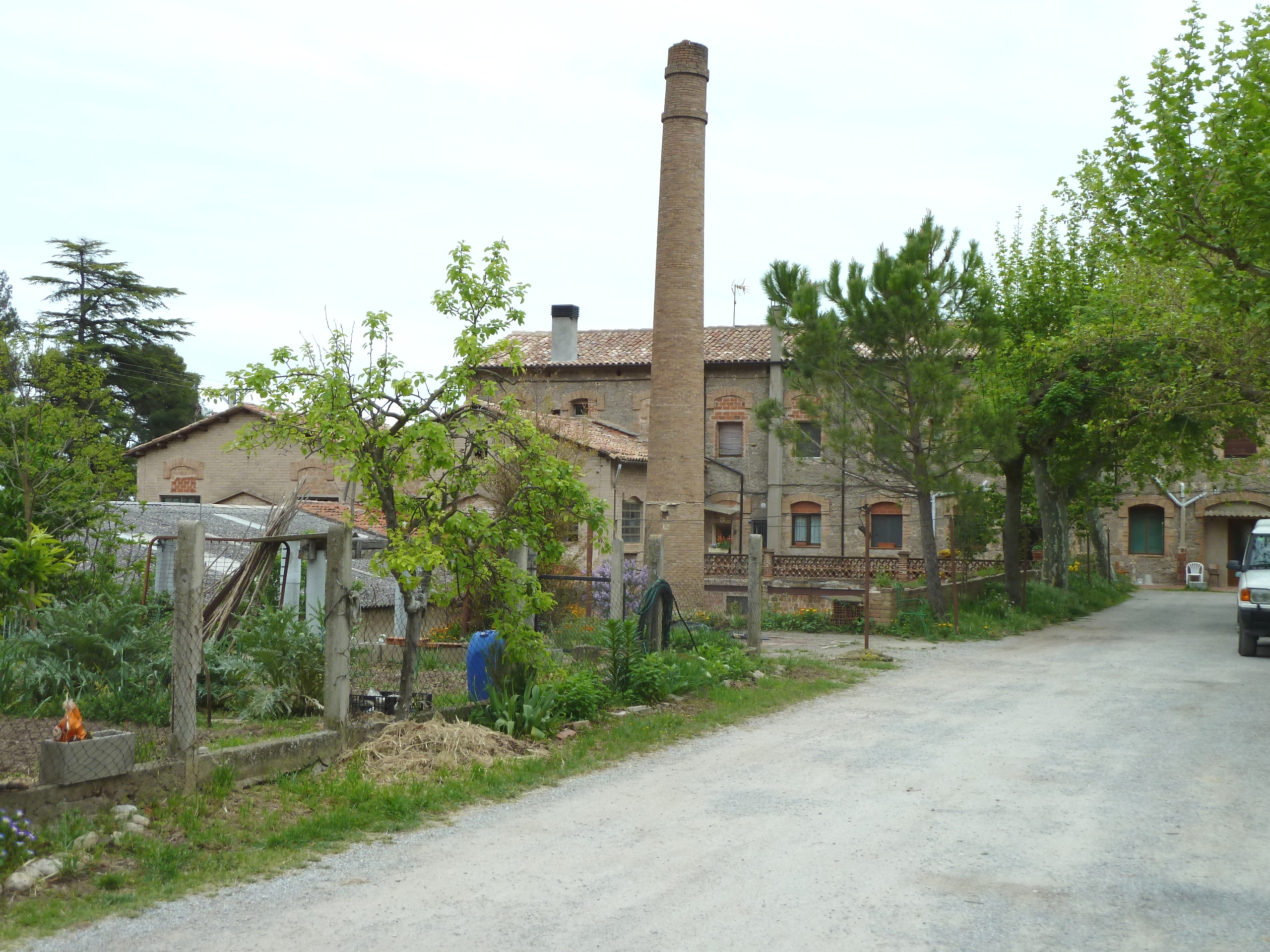
Molí del Castell
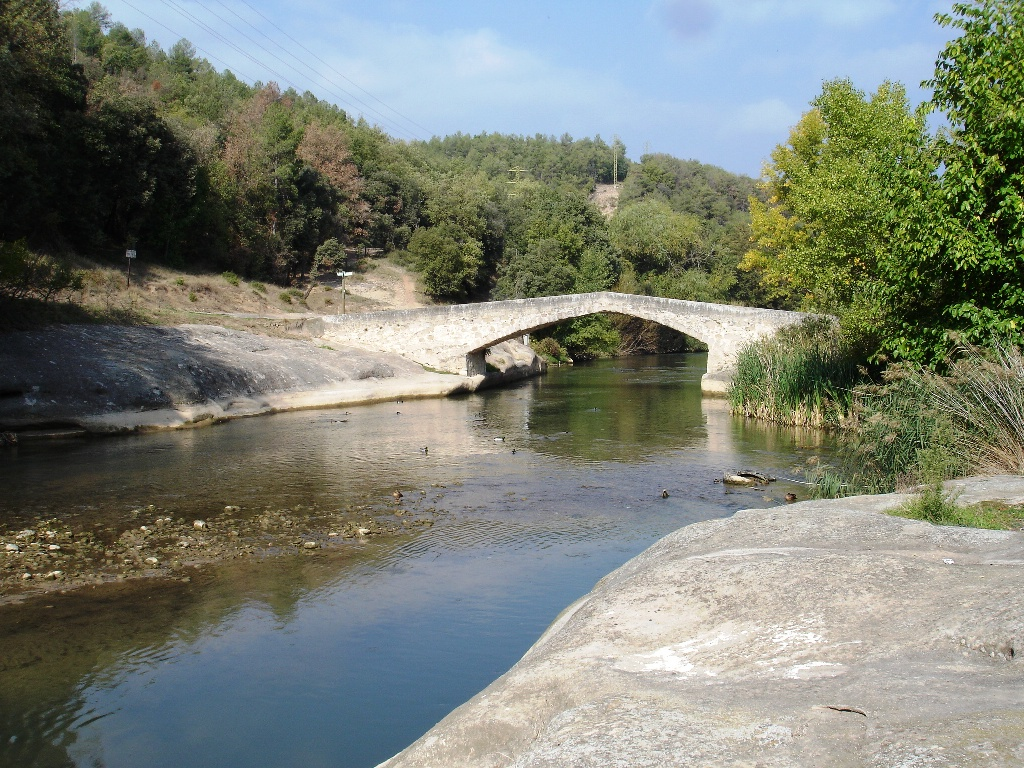
Pont d'Orniu
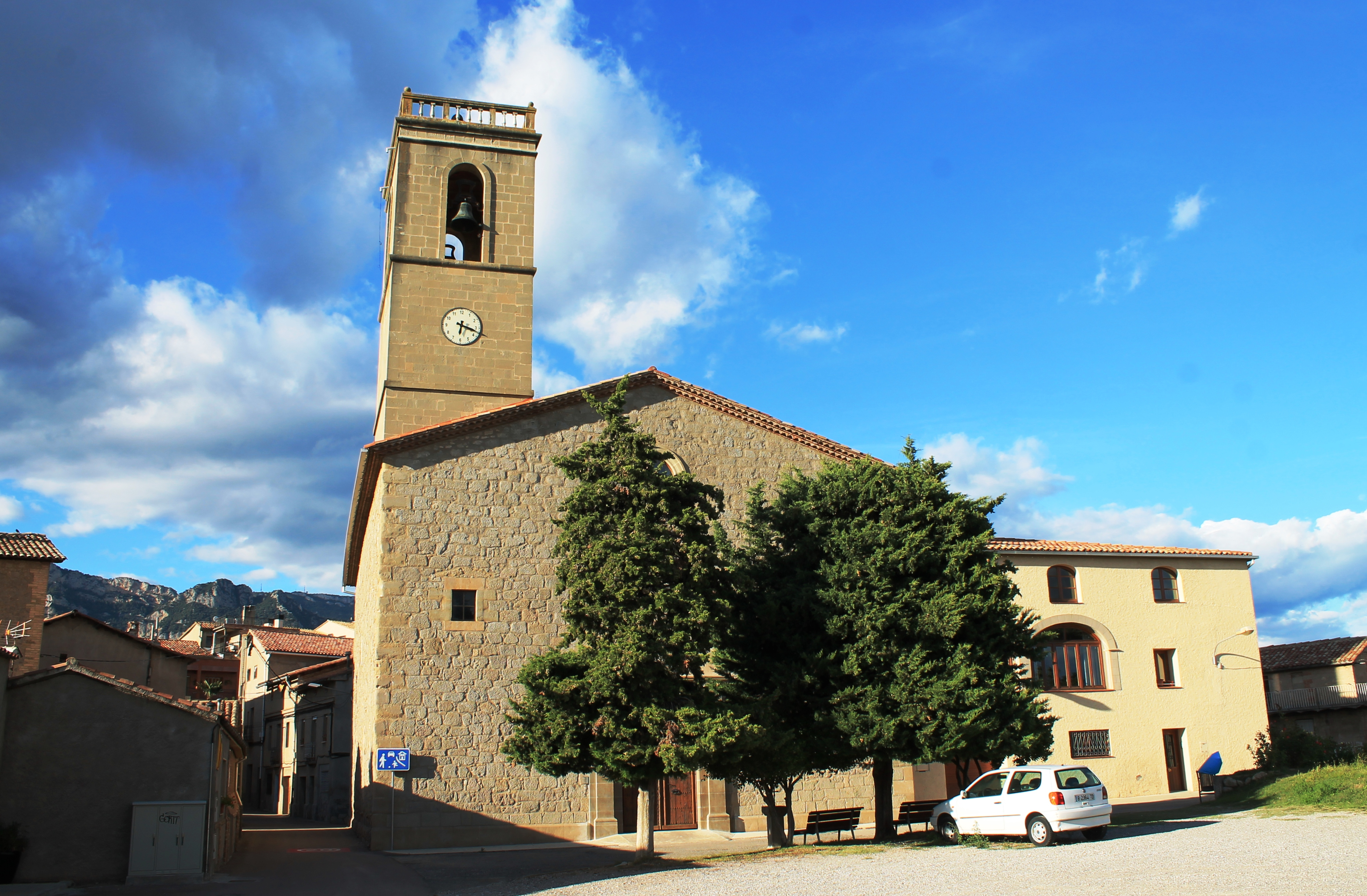
Sant Martí d'Avià
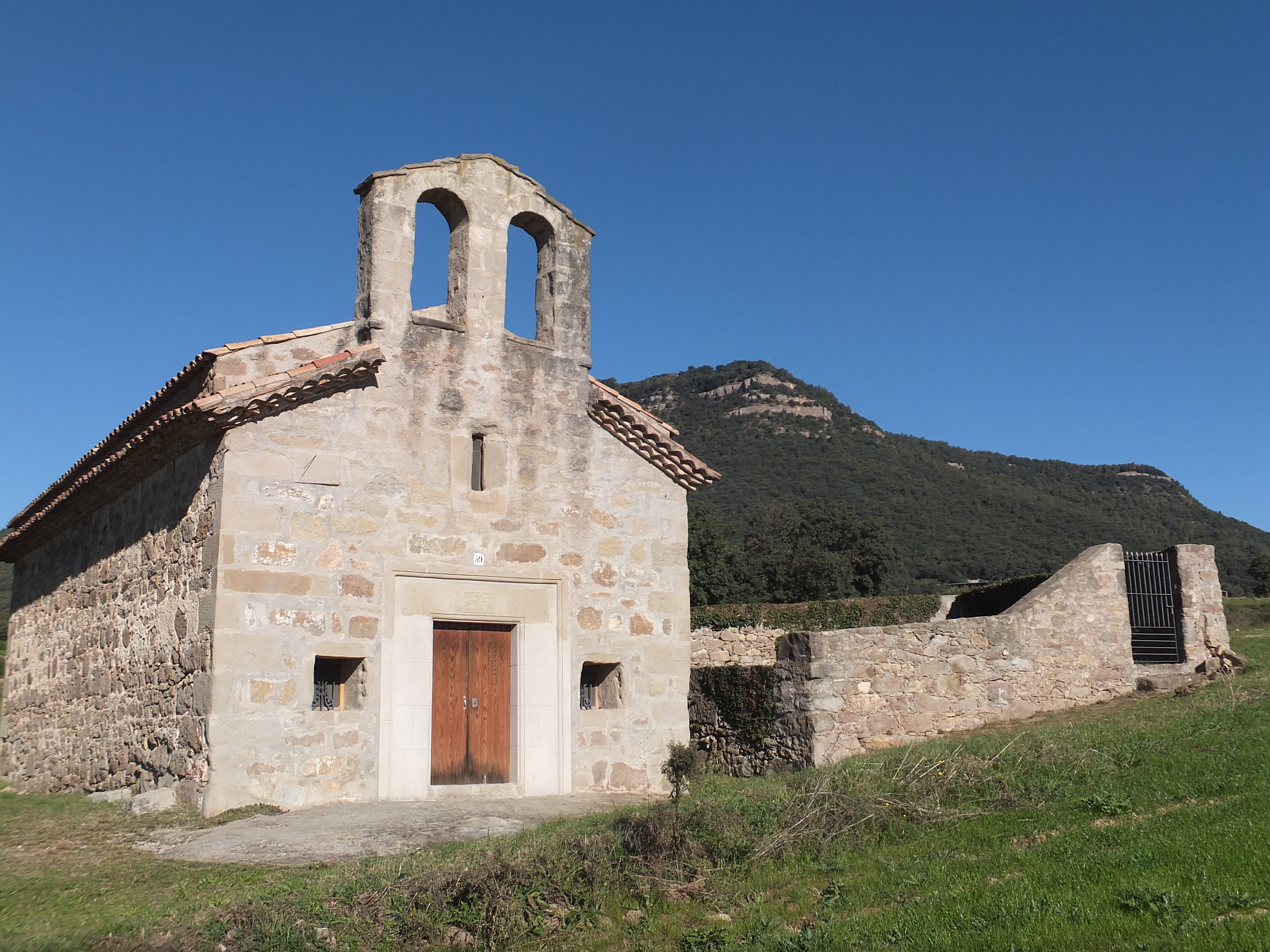
Sant Serni de Clarà
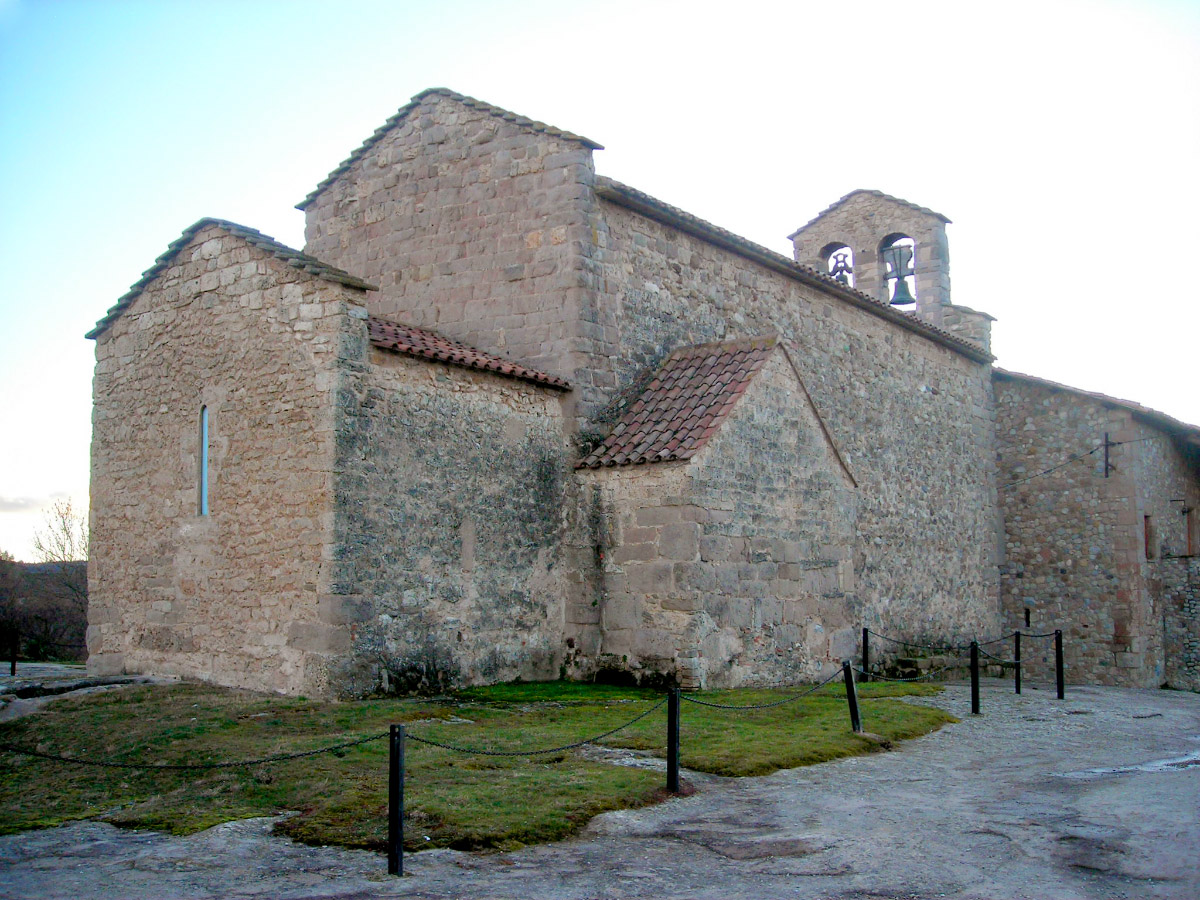
Sant Vicenç d'Obiols
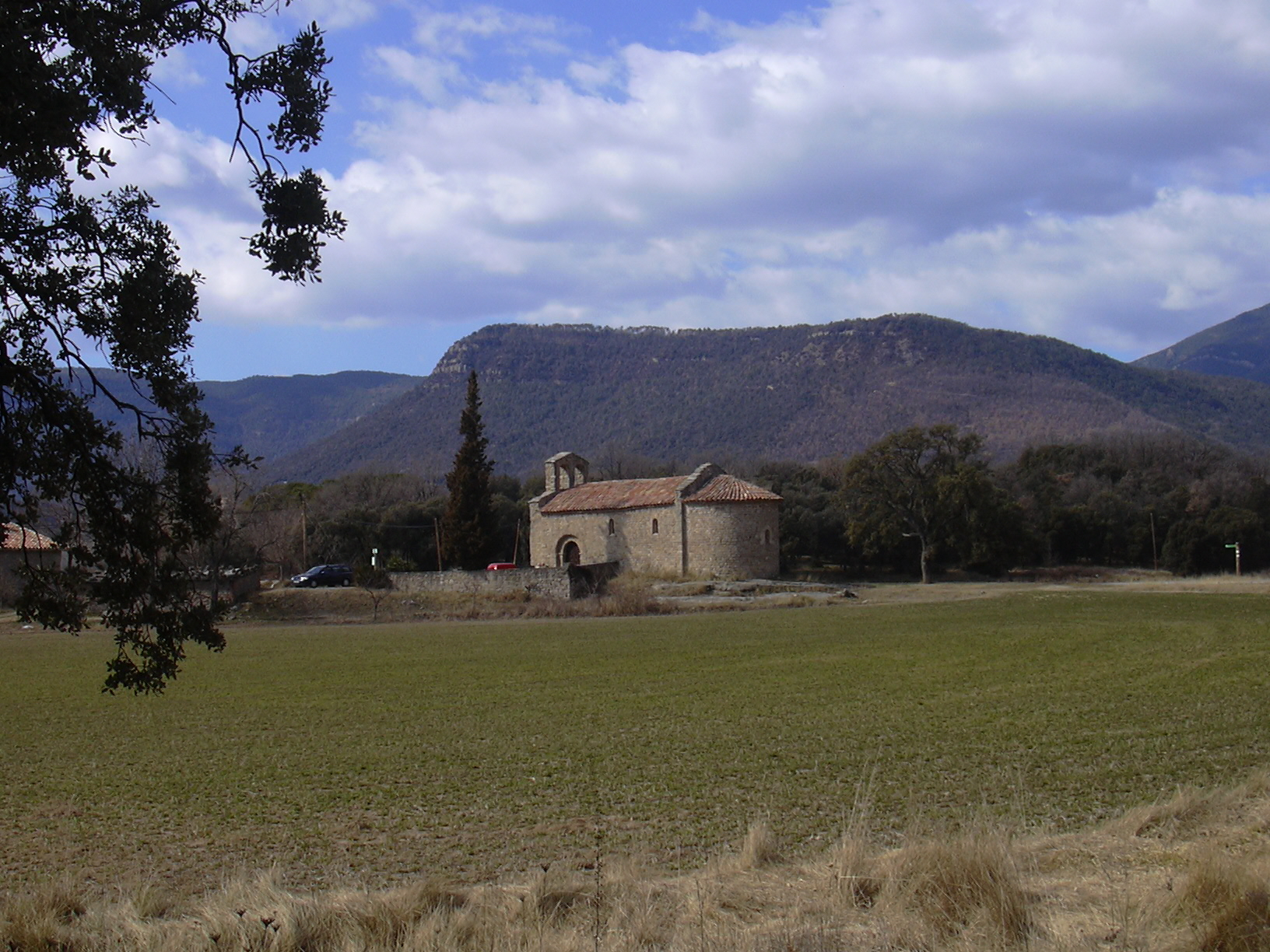
Santa Maria d'Avià
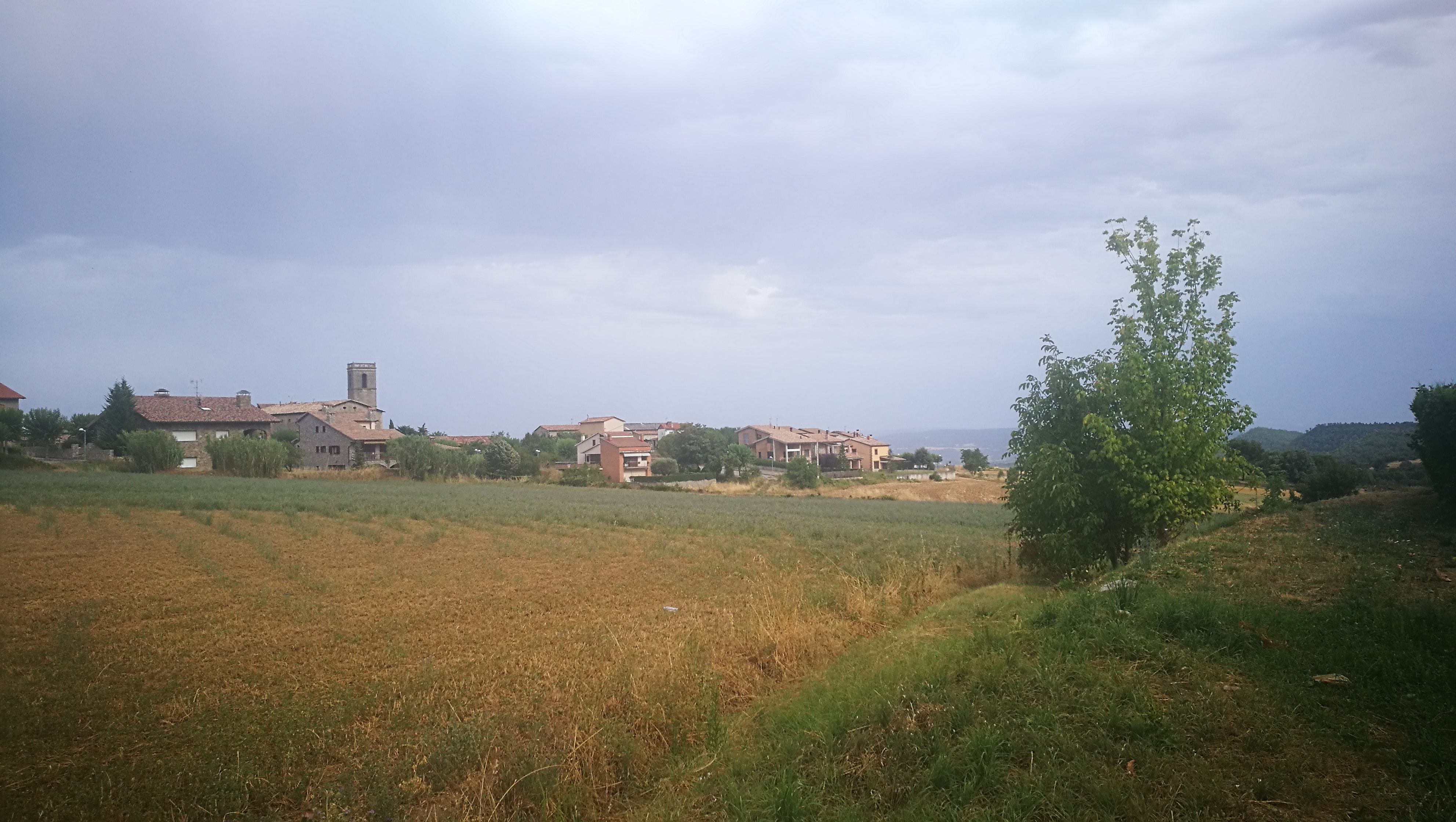
Avià from the swimming pool
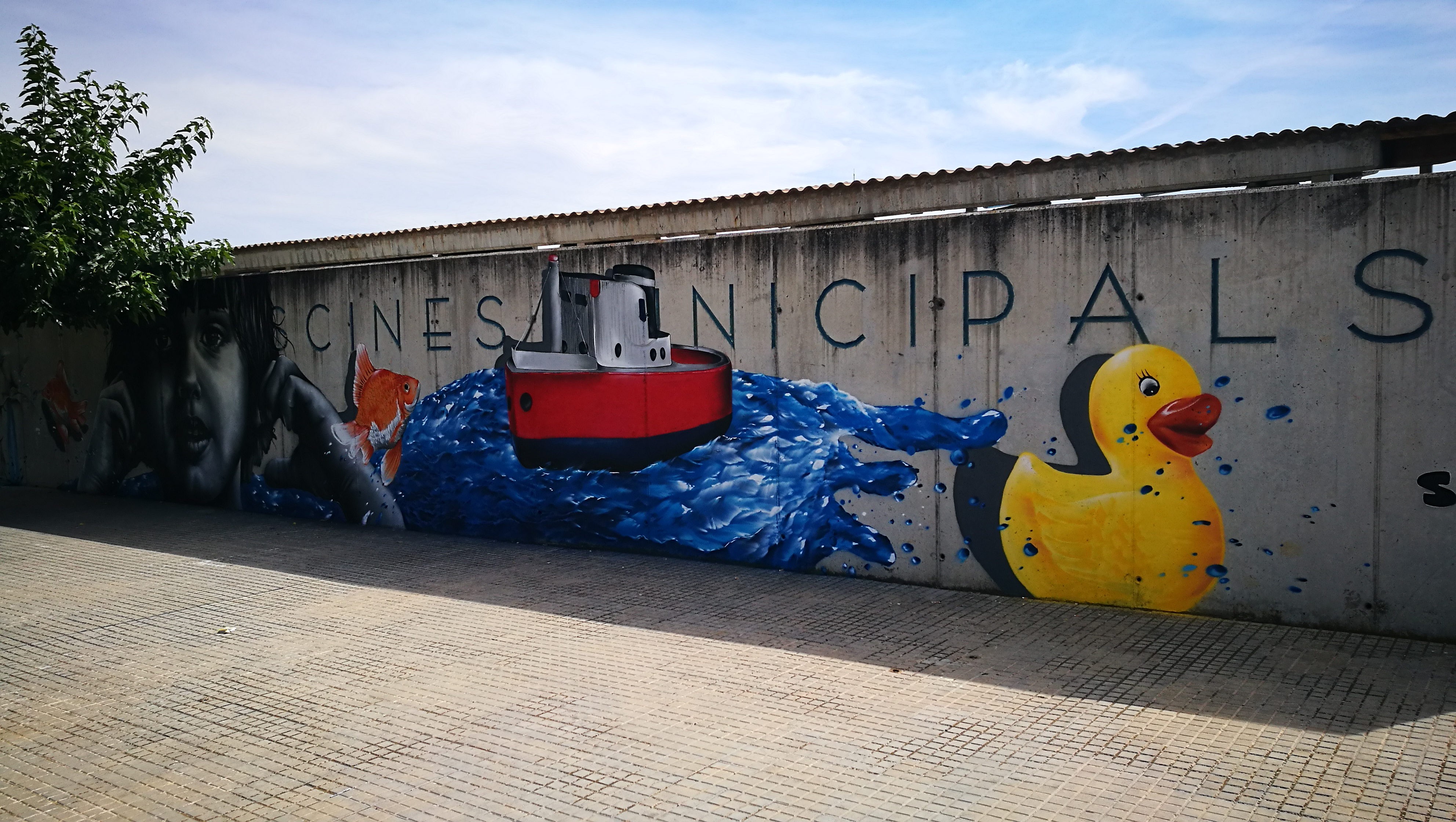
Graffiti in the swimming pool
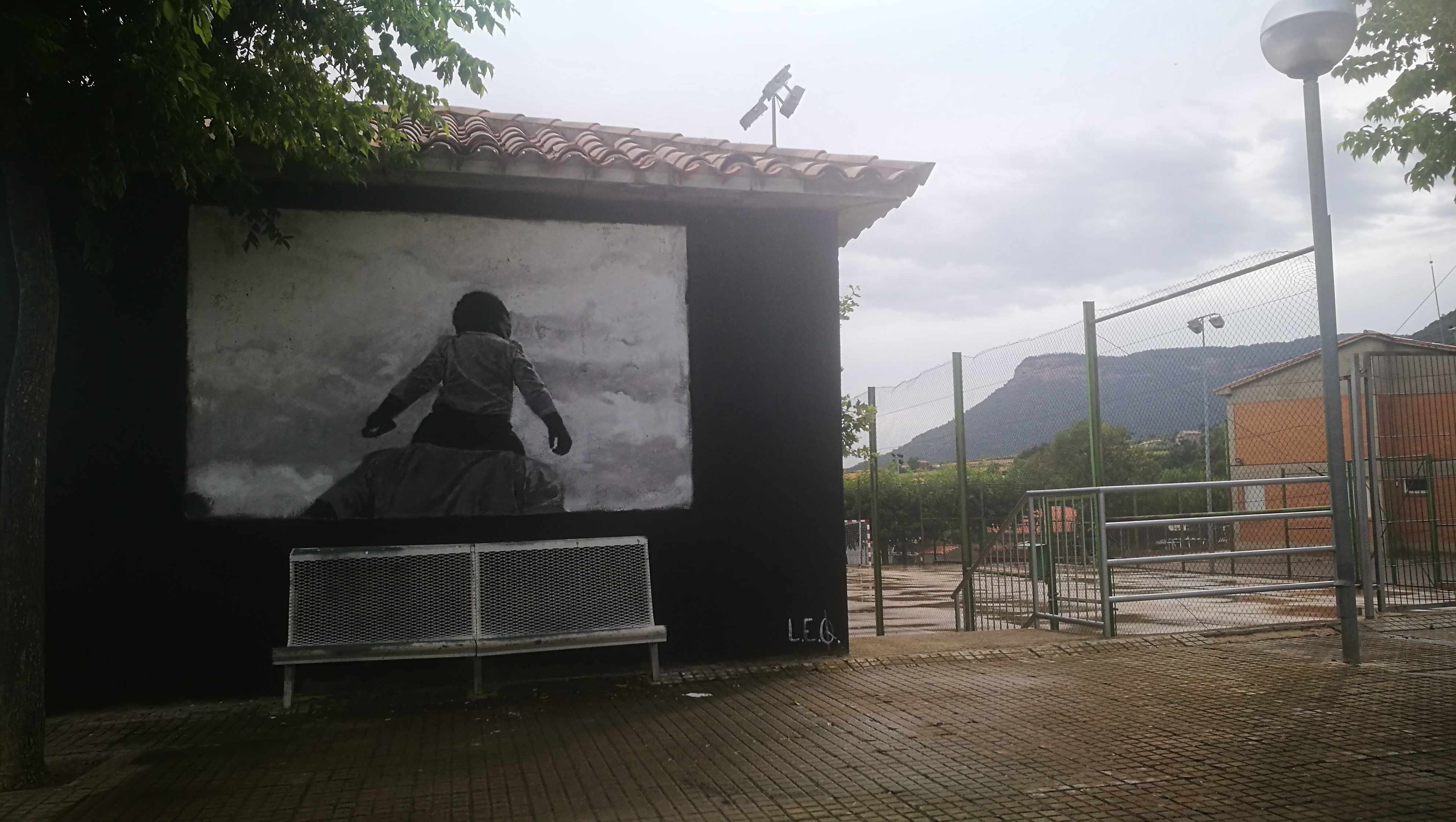
Graffiti close to the school